# ميوكي ماتسوهيسا (لاعبة جمباز)
ميوكي ماتسوهيسا-هيروناكا (松久-広中 ミユキ، من مواليد 15 أغسطس 1945) لاعبة جمباز فني يابانية، شاركت ثلاث دورات أولمبية الصيفية أعوام 1968 و1972 و1976. حققت أفضل نتائجها في عام 1968، عندما احتل فريقها المركز الرابع، وتقاسمت المركز التاسع في عارضة التوازن.